# Evangelische Kirche (Katzenfurt)

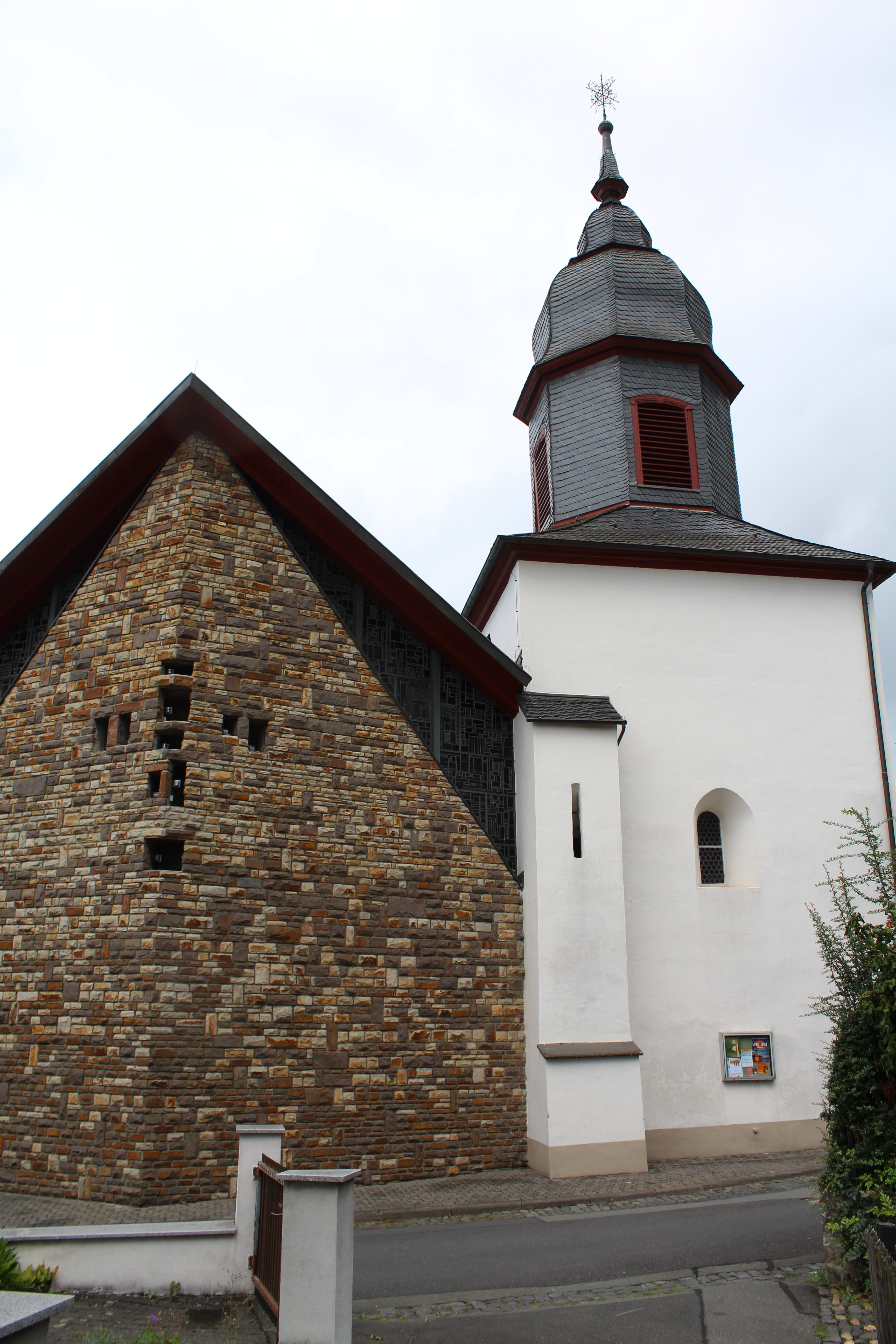
Südseite von Kirche und Turm

Die Evangelische Kirche in Katzenfurt in der Gemeinde Ehringshausen im Lahn-Dill-Kreis (Hessen) ist ein Saalbau. Der spätromanische Turm wurde im  13. Jahrhundert errichtet und ist denkmalgeschützt. Von besonderer Bedeutung sind die Seccomalereien des 14. Jahrhunderts im Untergeschoss des Chorturms. Das Kirchenschiff wurde im Jahr 1964/1965 im Stil der Moderne neu erbaut.

## Geschichte

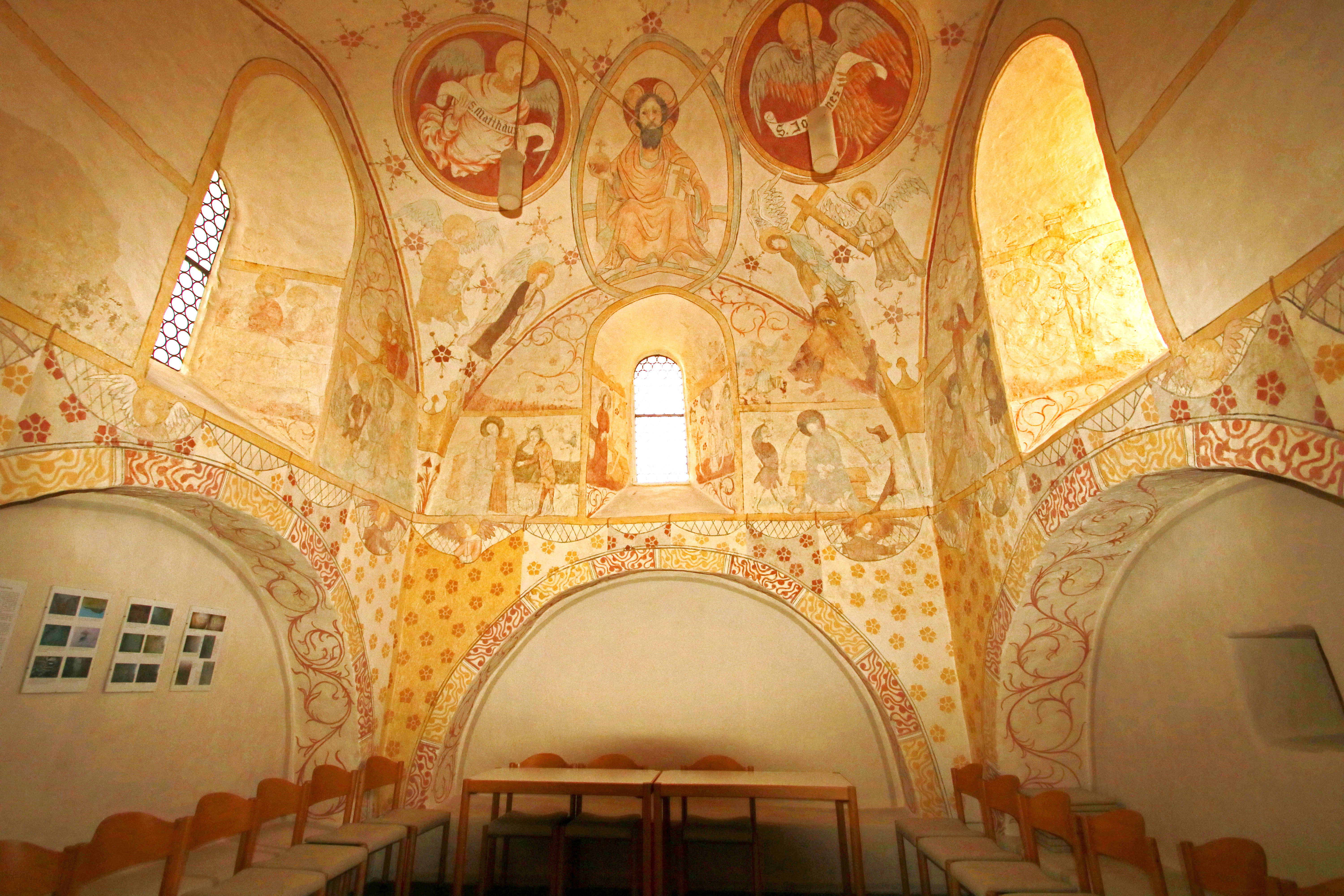
Gotische Malereien in der Turmhalle über den Wandnischen

Katzenfurt war im ausgehenden Mittelalter dem Sendbezirk Dillheim im Archipresbyterat Wetzlar im Archidiakonat St. Lubentius Dietkirchen im Bistum Trier zugeordnet. Zum großen Kirchspiel Dillheim gehörten zwölf Ortschaften.
Als ab 1524 die Reformation im Kirchspiel Dillheim, vermutlich unter Pfarrer Johannes Zaunschliffer von Braunfels (1524–1530), eingeführt wurde, wechselte die Kirchengemeinde zum evangelischen Bekenntnis. Die gotischen Malereien in der Turmhalle wurden in dieser Zeit teilweise zerstört und übertüncht. Katzenfurt blieb in nachreformatorischer Zeit Filiale von Dillheim.
Ein Neubau des Kirchenschiffs erfolgte im Jahr 1722, worauf ein vermauerter Stein mit der römischen Jahreszahl MDCCXXII hinweist, der ursprünglich über dem Eingangsportal angebracht war und jetzt in der Sakristei vermauert ist. Das barocke Schiff, das auf der West-Ost-Achse ausgerichtet war, hatte ein Walmdach und wurden an den drei freistehenden Seiten durch je zwei hochrechteckige Fenster belichtet. Unter Zimmermeister Ließfeld erhielt der Turm 1783 seine Laternenhaube.
Nach den zwei Weltkriegen wies die Kirche zunehmend Schäden auf. Im Jahr 1948 wurden die Turmkuppel renoviert und der Wetterhahn erneuert. 1948–1950 wurden in der Kirche eine Empore und neue Bänke eingebaut und die Rechteckfenster mit einem Bogen versehen, um sie den Turmfenstern anzupassen.
Im Jahr 1959 wurde Katzenfurt, das bisher zum Kirchspiel Dillheim gehörte, zur selbstständigen Pfarrei erhoben und pfarramtlich mit der Kirchengemeinde Daubhausen verbunden. Nachdem die Katzenfurter Kirche nun zu klein und aufgrund der Baufälligkeit nicht mehr benutzbar war, fanden die Gottesdienste in den Räumen der Landeskirchlichen Gemeinschaft statt. 1964 erfolgte der Abriss des barocken Kirchenschiffs. In diesem Zuge wurden die Chormalereien wiederentdeckt, als sich an einer Stelle der Putz löste. Der Entwurf für den dritten Kirchenbau stammte von dem Architekten Erwin Rohrbach aus Wißmar. Am 15. November 1964 wurden das Richtfest und am 21. März 1965 die Einweihung gefeiert.
In den 1990er Jahren erfolgte eine umfassende Kirchensanierung in zwei Bauabschnitten. 1994 legte Kirchenmaler Karl-Bernd Beierlein unter sieben Kalkschichten die Turmmalereien frei, konservierte sie und rekonstruierte fehlende Stellen. Das Kirchenschiff erhielt einen neuen Innenanstrich und Günter Hardt führte eine Generalsanierung der Orgel durch, die durch eingedrungenes Regenwasser Schaden genommen hatte. In diesem Zuge wurde die Orgelempore vergrößert. 1998 wurden im Turm Risse vermauert und der minderwertige Putz von 1948 ersetzt, das Turmdach neu geschiefert, die schmiedeeiserne Windrose ersetzt und der Wetterhahn neu vergoldet. Den Abschluss der Renovierungsarbeiten bildete ein neuer Außenanstrich von Schiff und Turm.
Die evangelisch-unierten Kirchengemeinden Daubhausen und Katzenfurt sind pfarramtlich verbunden und gehören zum Evangelischen Kirchenkreis an Lahn und Dill in der Evangelischen Kirche im Rheinland.

## Architektur

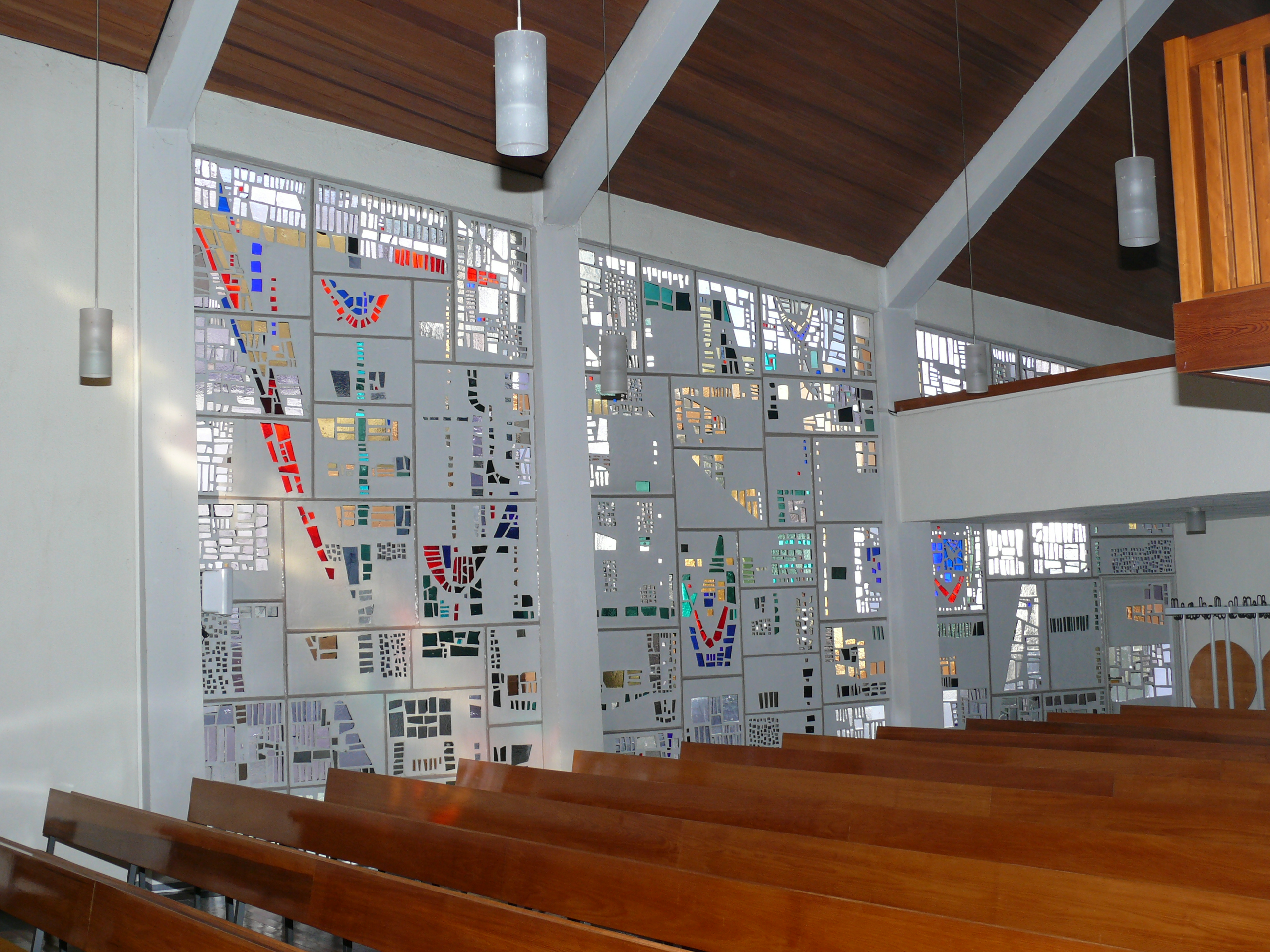
Glasbetonfenster im Westen

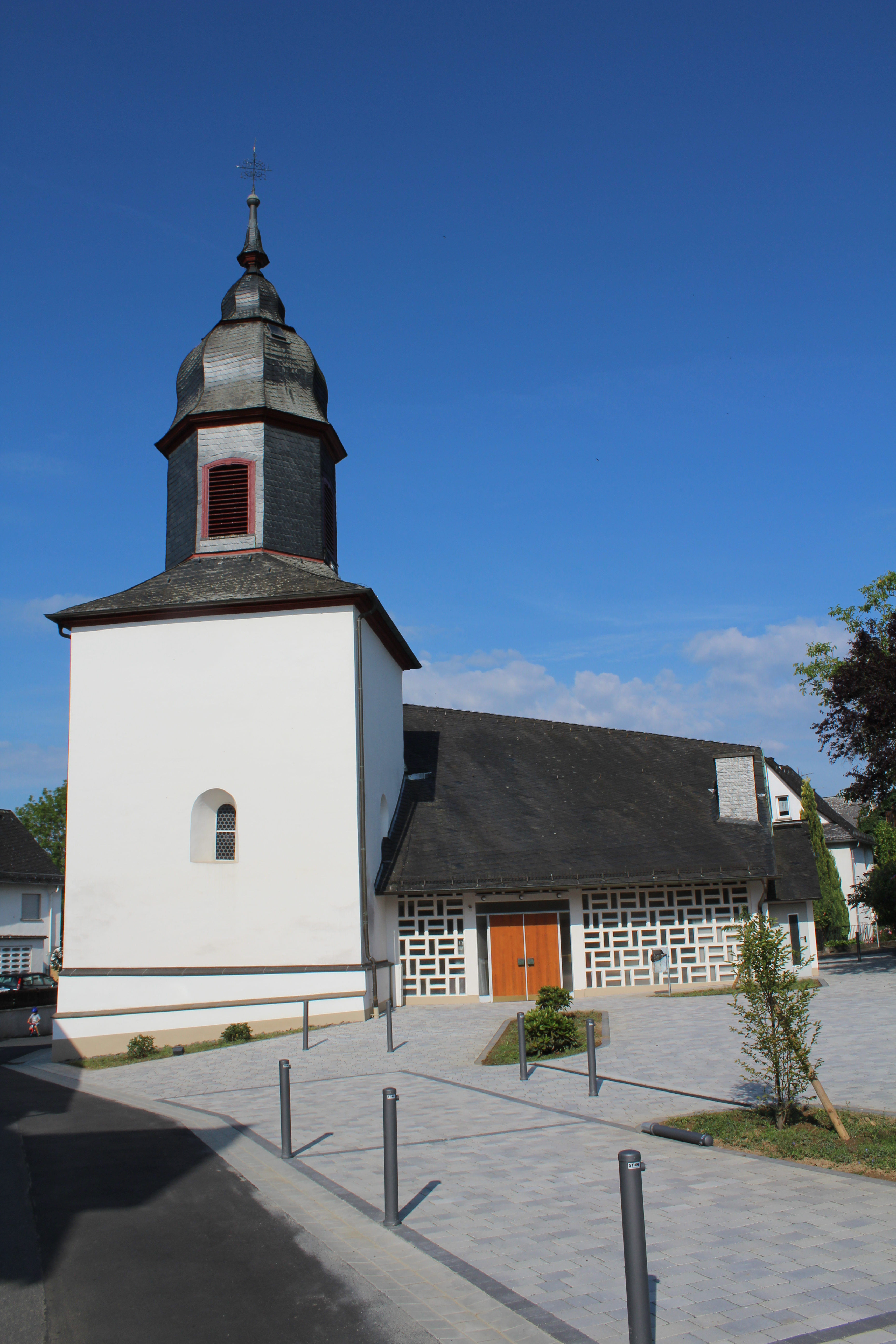
Ansicht von Osten

Von der mittelalterlichen Kirche ist der gedrungene Chorturm auf quadratischem Grundriss erhalten, der Kennzeichen der Spätromanik aufweist. Der weiß verputzte, ungegliederte Turm im Ortszentrum hat massiv aufgemauerte Wände, die mit einer Stärke von 1,50 Meter in Schalmauerweise aufgeführt sind. Dafür wurden Feldbruchsteine schichtweise verlegt und mit Kalksandmörtel verbunden. Die Turmhalle hat drei große rundbogige Wandnischen. In der südlichen Nische ist eine quadratische Sakramentsnische eingelassen. Die Turmhalle wird an den drei freistehenden Seiten durch kleine Rundbogenfenster belichtet, die in die Gewölbekappen des Kreuzgratgewölbes mit tiefen Laibungen eingelassen sind. Ein großer Spitzbogen öffnet den Chor zum Kirchenschiff. Der Turmaufbau von 1783 ist vollständig verschiefert. Über einem flachen Pultdach erhebt sich eine achtseitige barocke Laterne, deren vier Schallöffnungen Stichbögen haben. Die Glockenstube beherbergt ein Vierergeläut. Die zweigeschossigen geschwungenen Hauben werden von einem Turmknauf, einer verzierten Windrose aus Schmiedeeisen und einem vergoldeten Wetterhahn bekrönt.
Im Westen schließt sich das nach Süden ausgerichtete Schiff auf unregelmäßigem fünfeckigem Grundriss an, das von einem asymmetrischen Satteldach bedeckt wird. Die schmalere Nordseite öffnet sich nach Süden trapezförmig. In der südlichen Giebelseite stehen zwei Mauern aus unverputzten, behauenen Natursteinen im stumpfen Winkel aufeinander. Der dadurch entstandene dreieckige liturgische Raum soll einen Schiffskiel symbolisieren. Die Fenster gestaltete die Firma Robert Münch nach einem Entwurf von Heinz Hindorf aus Michelstadt in abstrakten Formen. In zentraler Position in der Altarwand stehen zehn kleine Glasbetonfenster in unterschiedlich großen Rechteckformen für den Gekreuzigten: Oben die Tafelinschrift INRI, darunter das dornengekrönte Haupt, seitlich die durchbohrten Hände, darunter der Leib Christi, der Abendmahlskelch und die durchbohrten Füße. Die kleinen Buntglasstücke werden durch die klassischen Christusfarben Weiß, Blau und Rot beherrscht. Oberhalb der Natursteine laufen zwei keilförmige Bänder mit Bleiglasfenstern aufeinander zu. Die westliche Traufseite wird aus drei großen rechteckigen Betonglaswänden gebildet, die in bunten Farben Motive des Abendmahls aufgreifen. Die Betonglaswand an der Ostseite ist niedriger, da das Satteldach hier weiter herunterreicht.

## Ausstattung

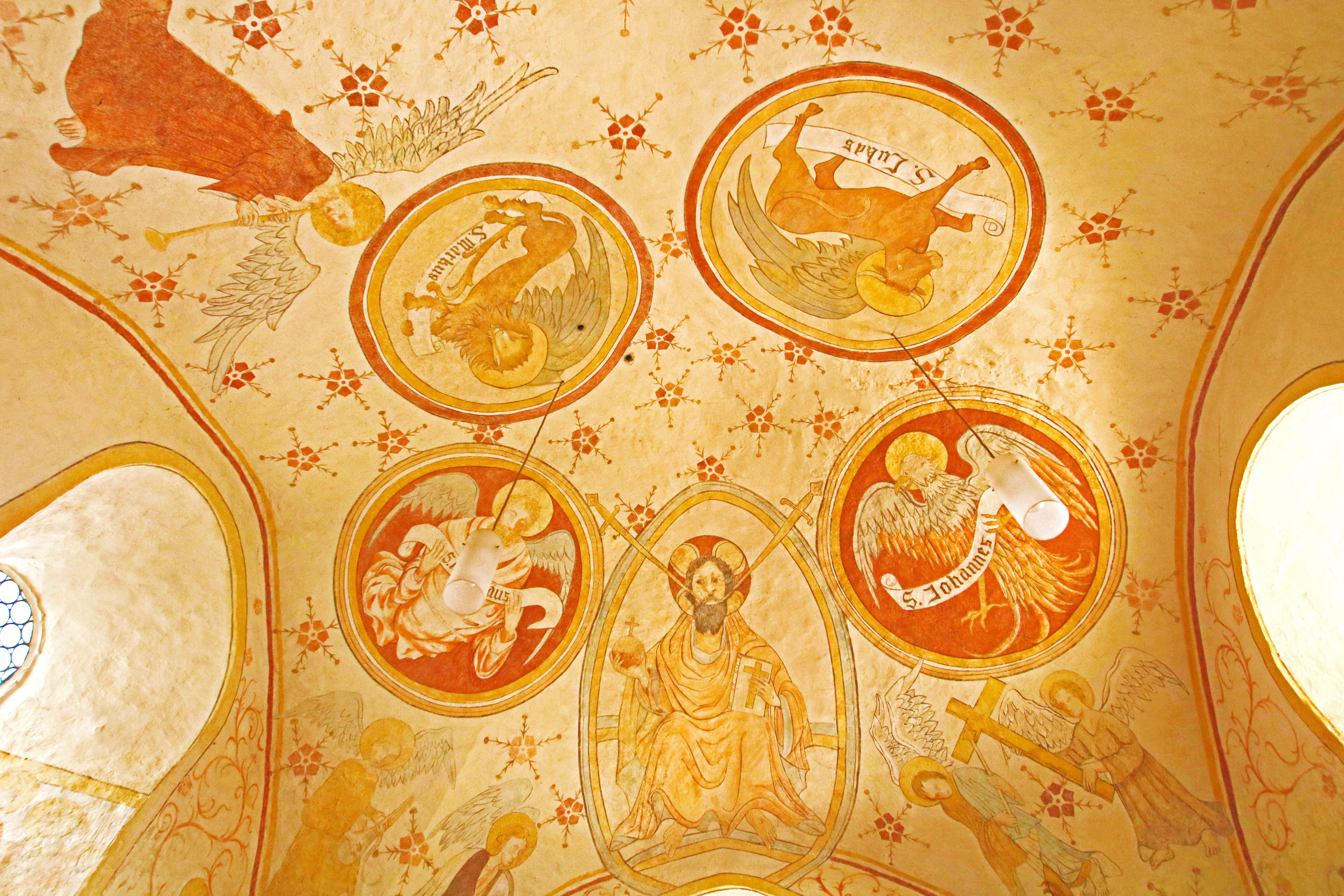
Chorgewölbe mit Weltenrichter und Evangelistensymbolen

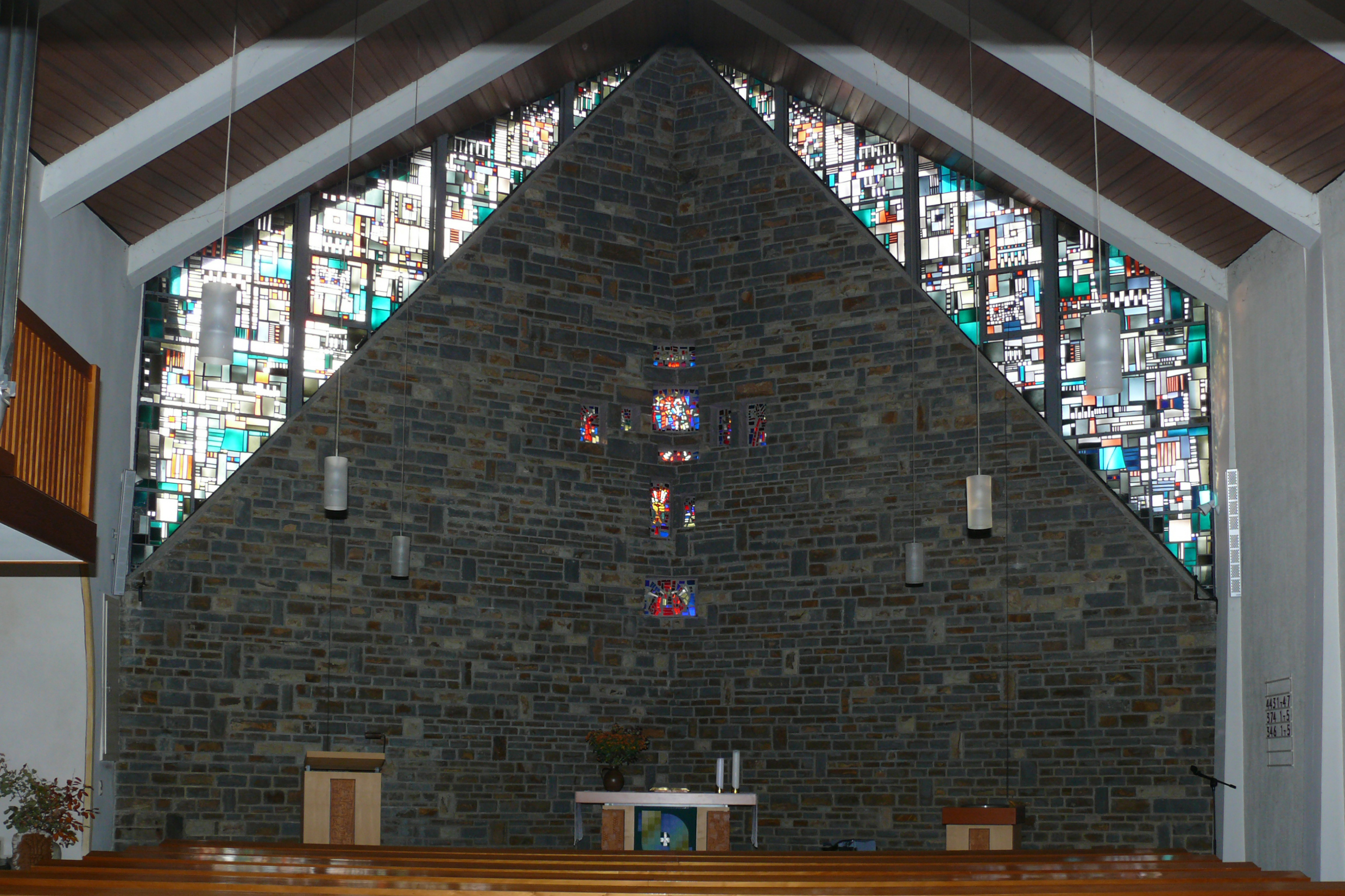
Blick auf den Altarbereich

Die gotischen Wandmalereien im Turm stammen aus dem ausgehenden 14. Jahrhundert und sind in Secco-Technik vorwiegend in Rot- und Ockertönen ausgeführt. Sie zeigen an den Decken der drei Wandnischen, über dem Triumphbogen und im oberen Bereich der Fenster Rankenmalereien, im Bereich der Nischen bis in Höhe der Fenster Vorhangsmalereien mit fünfblättrigen Blütenornamenten und Engeln, seitlich der Fenster und in den Gewänden Kreuzwegstationen, in den Zwickeln Engel mit Musikinstrumenten und Leidenswerkzeugen und im Gewölbe Christus als Weltenrichter und die Evangelistensymbole (Mensch, Löwe, Stier und Adler) sowie Blütenornamente, die durch fünf Blütenstengel zu stilisierten Sternen werden. Ein Tierkopf steht für den Antichristen.
Der liturgische Bereich ist um zwei Stufen erhöht. Die Kirchenausstattung ist schlicht. Der zentrale Abendmahlstisch mit überstehender Platte wird links von der Kanzel und rechts vom Taufbecken flankiert; für die drei Inventarstücke schuf Jörg Großhaus die Verkleidungen samt Votivtafeln. Am Tisch erinnern Ähre und Trauben an das Abendmahl und am Taufbecken die Sonne über dem aufgehenden Wasser an die Taufe. Die Kanzel trägt den Bibelvers aus Röm 10,17 . Das holzsichtige Kirchengestühl bildet einen großen Mittelblock. Im Norden ist eine Empore eingebaut und im Westen eine kleine Orgelempore.

## Orgel

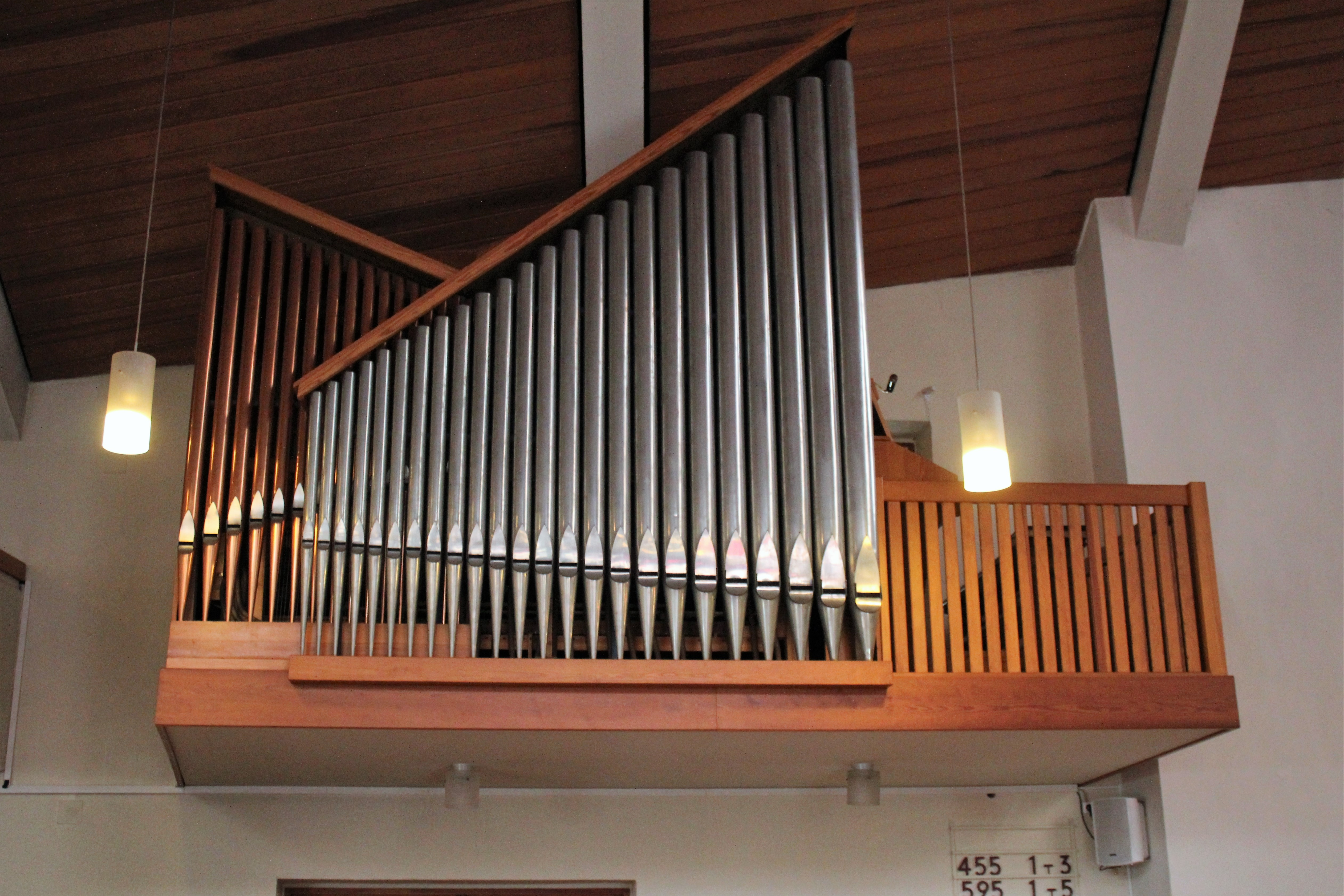
Hardt-Orgel von 1967

Die Orgel von Orgelbau Hardt wurde 1967 für die neue Kirche gebaut; in der Vorgängerkirche diente ein Harmonium zur Begleitung des Gemeindegesangs. Die Orgel verfügt über 13 Register, die auf zwei Manuale und Pedal verteilt sind. Sie hat folgende Disposition:
| I Manual C–f3 |    |
| Prinzipal     | 8′ |
| Rohrflöte     | 8′ |
| Oktav         | 4′ |
| Waldflöte     | 2′ |
| Mixtur III    |    |

| II Manual C–f3  |       |
| Gedakt          | 8′    |
| Kupferprinzipal | 4′    |
| Prinzipal       | 2′    |
| Sesquialtera II | 2 ⁄3′ |
| Sifflöte        | 1′    |

| Pedal C–f1 |     |
| Subbass    | 16′ |
| Oktavbass  | 8′  |
| Choralbass | 4′  |

- Koppeln: II/I, I/P, II/P

## Geläut
Der Kirchturm beherbergte 1836 zwei Glocken. Als die Kirche 1864 nur noch eine schadhafte Glocke besaß, wurde diese umgegossen und die Gemeinde schaffte eine zusätzliche Glocke an, die 1917 im Ersten Weltkrieg abgeliefert wurde. Die Firma Rincker goss 1921 zwei neue Glocken, sodass der Turm ein Dreiergeläut beherbergte. 1941 mussten die kleine Glocke von 1921 und die mittlere von 1864 an die Rüstungsindustrie abgetreten werden. Beide wurden 1951 von Rincker ersetzt und im Jahr 2001 um eine große Glocke vervollständigt. Die vier Schlagtöne ergeben einen aufgefüllten h-Moll-Akkord.
| Nr. | Gussjahr | Gießer, Gussort | Durchmesser (mm) | Masse (kg) | Schlagton | Inschrift |
| --- | -------- | --------------- | ---------------- | ---------- | --------- | --- |
| 1   | 2001     | Rincker, Sinn   | 698              | 1.077      | fis1      | „CHRISTUS IST UNSER FRIEDE“ |
| 2   | 1921     | Rincker, Sinn   | 278              | 780        | h1        | „STEH FEST IM STURM! RUF LAUT VOM TURM! SEID EINIG, EINIG, EINIG! 1.10.1921 DEN GEFALLENEN ZUM GEDÄCHTNIS! EIN FESTE BURG IST UNSER GOTT!“ |
| 3   | 1951     | Rincker, Sinn   | 174              | 674        | d2        | „EINS IST NOT! EV. KIRCHE ZU KATZENFURT IM KIRCHSPIEL DILLHEIM DEN OPFERN DES KRIEGES 1939 BIS 1945 ZUM GEDÄCHTNIS“                        |
| 4   | 1951     | Rincker, Sinn   | 128              | 602        | e2        | „JESUS CHRISTUS GESTERN UND HEUTE! UND DERSELBE AUCH IN EWIGKEIT! EV. KIRCHE IN KATZENFURT“                                                |